# Uday Kotak
Uday Kotak (Bombaim, 15 de março de 1959) é um bilionário indiano, banqueiro e vice-presidente e diretor executivo do Banco Kotak Mahindra. Segundo o Bloomberg Billionaires Index, com uma fortuna estimada em US$ 14,8 bilhões em abril 2021, é considerado um dos indianos mais ricos.

## Biografia
Kotak cresceu numa família de classe média alta em Bombaim. Morava junto com 60 outros membros da família numa casa. A família era originária de Gujarate e atuava no comércio de algodão.
Formou-se no Colégio Sydenham e completou os seus estudos de pós-graduação em administração no Jamnalal Bajaj Instituto de Estudos de Gestão em 1982. Também estudou na Universidade de Bombaim.
Depois de concluir o seu MBA, Kotak fundou a Kotak Capital Management Finance Ltd (mais tarde Kotak Mahindra Finance Ltd). A empresa, com um capital inicial inferior a US$ 80,000, que ele havia emprestado de familiares e amigos, foi transformado num conglomerado de serviços financeiros com ativos de US$ 19 bilhões (em março de 2014) e o quarto maior banco privado por capitalização de mercado na Índia com mais de 600 filiais. Em 2014, o banco assumiu os negócios do ING Group na Índia.
Em 2015, a Kotak entrou no ramo de seguros gerais e está a trabalhar com Bharti Airtel e o magnata de telecomunicações Sunil Mittal para fundar um pequeno banco de pagamentos.